# Ftená Nisídes
Ftená Nisídes är öar i Grekland.   De ligger i prefekturen Kykladerna och regionen Sydegeiska öarna, i den sydöstra delen av landet, 260 km sydost om huvudstaden Aten.